# Список политических партий Панамы
Ниже представлен список политических партий Панамы.
В Панаме многопартийная система. Хотя существуют три основные политические партии, ни у одной из них нет шансов прийти к власти в одиночку, в результате чего, они вынуждены сотрудничать друг с другом, чтобы сформировать коалиционное правительство.
Партии, насчитывающие менее 30 000 членов, не признаются Избирательным трибуналом, и не могут участвовать во всеобщих выборах. В 2021 году им были зарегистрированы 8 политических партий.

## Парламентские партии
По результатам выборов 2019 года, в Национальную ассамблею Панамы были избраны представители четырёх партий.
| Название | Название                                                                                            | Аббревиатура | Идеология             | Количество депутатов | Количество членов (2021) | Флаг |
| -------- | --------------------------------------------------------------------------------------------------- | ------------ | --------------------- | -------------------- | ------------------------ | ---- |
|          | Революционно-демократическая партия Partido Revolucionario Democrático                              | PRD          | Социал-демократия     | 35 из 71             | 659 126                  |      |
|          | Демократические перемены Cambio Democrático                                                         | CD           | Либерал-консерватизм  | 18 из 71             | 298 229                  |      |
|          | Панамистская партия Partido Panameñista                                                             | PP           | Национал-консерватизм | 8 из 71              | 276 604                  |      |
|          | Националистическое республиканское либеральное движение Movimiento Liberal Republicano Nacionalista | MOLIRENA     | Либерализм            | 5 из 71              | 91 394                   |      |

## Внепарламентские партии
- Народная партия (исп. Partido del Pueblo, PP) — создана в 1956 году. Правый центр; христианская демократия. Входит в IDC–CDI и ODCA.
- Партия независимой социальной альтернативы (исп. Partido Alternativa Independiente Social — PAIS) — основана в 2021 году. Правые; социальный консерватизм, экономический либерализм, христианские правые.
- Партия гражданского обновления
- Коммунистическая партия Панамы
- Моральный авангард Отечества
- MLN-29
- Социалистический рабочий фронт
- Рабочая партия
- Широкий фронт за демократию

## Бывшие партии
Ниже перечислены партии ныне не существующие или лишённые официальной регистрации:
- Народная партия Панамы (исп. Partido del Pueblo de Panamá) — была создана в 1930 году в результате раскола первой в Панаме марксистской партии — Лейбористской. В 1980-х годах переживала падение популярности, которое привело к лишению официальной регистрации в 1991 году. Крайне левая, коммунизм, марксизм-ленинизм. Состоит в IMCWP.